# Grbavica (Novi Sad)
Grbavica (v srbské cyrilici Грбавица) je jedna z městských částí Nového Sadu, metropole srbské Vojvodiny. Nachází se v jihozápadní části města.
Městskou část vymezuje na severu Futoška ulica, západní hranici představuje Ulica Vojvode Kninćanina a Ulica Kola sprskih sestara. Jižní hranici potom tvoří Bulevar Cara Lazara, východní hranici potom Bulvár Osvobození. V Grbavici se nachází řada kostelů, škol i správních objektů (např. sídlo společnosti Elektrovojvodina), nebo Rádio signal či novosadská teplárna.

## Historie
Grbavica získala svůj název podle známější sarajevské čtvrti, především kvůli tomu, že na urbanistickém plánu čtvrti pracovali stejní lidé, jako v Sarajevu (Milan Cvetkov a spol.) Skutečnost, že byly zkopírovány původní plány bosenské metropole byla především dána rychlým rozvojem Nového Sadu a tedy urgentní potřebou vybudovat nové byty v co nejkratší době.
V 19. století byla Grbavica periferií města. Byl zde proto postaven novosadský katolický i židovský hřbitov.

Křižovatka tříd Cara Dušana a Bulevar Evrope s výškovými budovami